# 李希蓮
李希蓮（1842年—1898年），字亦青。山西平定州人。晚清政治人物。

## 生平
咸豐十年（1860年）進士，授戶部主事，遷郎中。為人節儉，第二次鴉片戰爭期間，英法聯軍入京，各部官員多逃遁，希蓮仍每日按時到署。因忤肅順，乞假歸。同治元年（1862年），起原官。雲南報銷案發，同僚中褫職、遣戍者皆有，希蓮獨無所染。光緒中，出為江西廣饒道。擢山東鹽運使，調長蘆。累遷貴州按察使、陝西布政使。戊戌政變，希蓮憂慮大亂將起，與陝甘總督陶模建議籌建陪都。待北京陷落，帝后西逃西安，人始服其先見之明。《清史稿》有傳。

## 家族
子李光宇，同治進士。孫李方桂，語言學家。